# Maria Rodak
Maria Rodak (ur. 6 marca 1910 w Drewniku, zm. 10 lipca 1964) – polska nauczycielka, poseł na Sejm PRL III kadencji.

## Życiorys
Córka Stanisława. Uzyskała wykształcenie wyższe niepełne. Przez ponad 30 lat była nauczycielką szkół podstawowych. Pracowała na stanowisku inspektora szkolnego w Inspektoracie Oświaty w Rykach. Wstąpiła do Polskiej Zjednoczonej Partii Robotniczej, pełniła funkcję przewodniczącej powiatowej rady narodowej w Rykach. W 1961 uzyskała mandat posła na Sejm PRL w okręgu Otwock. W parlamencie zasiadała w Komisji Oświaty i Nauki. Zmarła w trakcie kadencji.
Odznaczona Złotym Krzyżem Zasługi (1955).